# Liga mistrů UEFA 2022/2023
Sezóna Ligy mistrů UEFA 2022/2023 byla 68. ročníkem nejprestižnější evropské klubové fotbalové soutěže a 31. od zavedení nového formátu a přejmenování z Poháru mistrů evropských zemí (PMEZ) na Ligu mistrů UEFA.
Finále se odehrálo na Atatürkově olympijském stadionu, v Istanbulu, v Turecku.
Vítěz Ligy mistrů UEFA 2022/23 se kvalifikoval do Superpoháru UEFA 2023, kde hrál proti vítězi Evropské ligy UEFA 2022/23. Vítěz také byl automaticky nasazen do skupinové fáze Ligy mistrů UEFA 2023/24.

## Účastnická místa
Celkem 77 týmů z 53 členských zemí UEFA (výjimkou jsou Lichtenštejnsko, které nemá žádnou vlastní ligovou soutěž, a Rusko, jehož kluby vyřadila UEFA ze svých soutěží) se zúčastní Ligy mistrů UEFA 2022/23. Každá země měla přidělený počet míst podle koeficientů UEFA:
- Asociace na 1.–4. místě obdržely čtyři místa.
- Asociace na 5.–6. místě obdržely tři místa.
- Asociace na 7. a 9–15. místě obdržely dvě místa.
- Asociace na 16.–55. místě (kromě Lichtenštejnska) obdržely jedno místo.
- Vítězové Ligy mistrů UEFA 2021/22 a Evropské ligy UEFA 2021/22 jsou v soutěži oprávněni startovat, pokud se nekvalifikují do Ligy mistrů UEFA 2022/23 přes svou domácí ligu.

### Žebříček UEFA
Účastnická místa pro Ligu mistrů UEFA 2022/23 byla rozdělena podle koeficientu UEFA z roku 2021, do kterého byly započteny výsledky klubů dané země v evropských pohárových soutěžích od sezóny 2016/17 do sezóny 2020/21 včetně. Uvedené počty se mohou ještě měnit v závislosti na tom, zda si vítězové Ligy mistrů UEFA 2021/22 a Evropské ligy UEFA 2021/22 zajistí místa ze svých lig.
| #  | Asociace    | Koef.   | Týmy |
| -- | ----------- | ------- | ---- |
| 1  | Anglie      | 100,569 | 4    |
| 2  | Španělsko   | 97,855  | 4    |
| 3  | Itálie      | 75,438  | 4    |
| 4  | Německo     | 73,570  | 4    |
| 5  | Francie     | 56,081  | 3    |
| 6  | Portugalsko | 48,549  | 3    |
| 7  | Nizozemsko  | 39,200  | 2    |
| 8  | Rusko       | 38,382  | 0    |
| 9  | Belgie      | 36,500  | 2    |
| 10 | Rakousko    | 35,825  | 2    |
| 11 | Skotsko     | 33,375  | 2    |
| 12 | Ukrajina    | 33,100  | 2    |
| 13 | Turecko     | 30,100  | 2    |
| 14 | Dánsko      | 27,875  | 2    |
| 15 | Kypr        | 27,750  | 2    |
| 16 | Srbsko      | 26,750  | 1    |
| 17 | Česko       | 26,600  | 1    |
| 18 | Chorvatsko  | 26,275  | 1    |
| 19 | Švýcarsko   | 26,225  | 1    |

| #  | Asociace            | Koef.  | Týmy |
| -- | ------------------- | ------ | ---- |
| 20 | Řecko               | 26,000 | 1    |
| 21 | Izrael              | 24,375 | 1    |
| 22 | Norsko              | 21,000 | 1    |
| 23 | Švédsko             | 20,500 | 1    |
| 24 | Bulharsko           | 20,375 | 1    |
| 25 | Rumunsko            | 18,200 | 1    |
| 26 | Ázerbájdžán         | 16,875 | 1    |
| 27 | Kazachstán          | 15,625 | 1    |
| 28 | Maďarsko            | 15,500 | 1    |
| 29 | Bělorusko           | 15,250 | 1    |
| 30 | Polsko              | 15,125 | 1    |
| 31 | Slovinsko           | 14,250 | 1    |
| 32 | Slovensko           | 13,625 | 1    |
| 33 | Lichtenštejnsko     | 9,000  | 0    |
| 34 | Litva               | 8,750  | 1    |
| 35 | Lucembursko         | 8,250  | 1    |
| 36 | Bosna a Hercegovina | 8,000  | 1    |
| 37 | Irsko               | 7,755  | 1    |
| 38 | Severní Makedonie   | 7,625  | 1    |

| #  | Asociace        | Koef. | Týmy |
| -- | --------------- | ----- | ---- |
| 39 | Arménie         | 7,375 | 1    |
| 40 | Lotyšsko        | 7,375 | 1    |
| 41 | Albánie         | 7,250 | 1    |
| 42 | Severní Irsko   | 6,958 | 1    |
| 43 | Gruzie          | 6,875 | 1    |
| 44 | Finsko          | 6,875 | 1    |
| 45 | Moldavsko       | 6,875 | 1    |
| 46 | Malta           | 6,375 | 1    |
| 47 | Faerské ostrovy | 6,125 | 1    |
| 48 | Kosovo          | 5,833 | 1    |
| 49 | Gibraltar       | 5,666 | 1    |
| 50 | Černá Hora      | 5,000 | 1    |
| 51 | Wales           | 5,000 | 1    |
| 52 | Island          | 4,875 | 1    |
| 53 | Estonsko        | 4,750 | 1    |
| 54 | Andorra         | 3,331 | 1    |
| 55 | San Marino      | 1,166 | 1    |

### Rozdělení týmů
Níže je uvedena tabulka s rozdělením týmů do kvalifikačních kol a skupinové fáze.
Vzhledem k tomu, že UEFA vyloučila kluby z Ruska ze všech svých soutěží, byly provedeny následující úpravy:
- Vítěz ligy z asociace na 11. místě (Skotsko) vstoupí přímo do skupinové fáze, namísto 4. předkola.
- Vítěz ligy z asociace na 13. místě (Turecko) vstoupí přímo do 4. předkola, namísto 3. předkola.
- Vítěz ligy z asociace na 15. místě (Kypr) vstoupí přímo do 3. předkola, namísto 2. předkola.
- Vítězové lig z asociací na 18. a 19. místě (Chorvatsko a Švýcarsko) vstoupí přímo do 2. předkola, namísto 1. předkola.
- Týmy z 2. míst v lize z asociací na 10. a 11. místě (Rakousko a Skotsko) vstoupí přímo do 3. předkola, namísto 2. předkola nemistrovské části.

Vzhledem k tomu, že vítěz Ligy mistrů 2021/22 (Real Madrid) si zajistil účast ze své domácí soutěže, vyhrazené místo pro obhájce trofeje nebylo využito a byly provedeny následující úpravy:
- Vítěz ligy z asociace na 12. místě (Ukrajina) vstoupí přímo do skupinové fáze, namísto 4. předkola.
- Vítěz ligy z asociace na 14. místě (Dánsko) vstoupí přímo do 4. předkola, namísto 3. předkola.
- Vítěz ligy z asociace na 16. místě (Srbsko) vstoupí přímo do 3. předkola, namísto 2. předkola.
- Vítězové lig z asociací na 20. a 21. místě (Řecko a Izrael) vstoupí přímo do 2. předkola, namísto 1. předkola.

|                           |                            | Týmy vstupující do tohoto kola | Týmy postupující z předchozího kola                               |
| ------------------------- | -------------------------- | --- | ----------------------------------------------------------------- |
| 0. předkolo (4 týmy)      | 0. předkolo (4 týmy)       | - 4 vítězové z asociací na 52.–55. místě |                                                                   |
| 1. předkolo (30 týmů)     | 1. předkolo (30 týmů)      | - 29 vítězů z asociací na 22.–51. místě (kromě Lichtenštejnska) | - 1 vítěz z 0. předkola                                           |
| 2. předkolo               | Mistrovská část (20 týmů)  | - 5 vítězů z asociací na 17.–21. místě | - 15 vítězů z 1. předkola                                         |
| 2. předkolo               | Nemistrovská část (4 týmy) | - 4 týmy ze 2. místa asociací na 12.–15. místě |                                                                   |
| 3. předkolo               | Mistrovská část (12 týmů)  | - 2 vítězové z asociací na 15.–16. místě | - 10 vítězů z 2. předkola MČ                                      |
| 3. předkolo               | Nemistrovská část (8 týmů) | - 4 týmy ze 2. místa asociací na 7.–11. místě (kromě Ruska) - 2 týmy ze 3. míst z asociací na 5.–6. místě | - 2 vítězové z 2. předkola NČ                                     |
| 4. předkolo               | Mistrovská část (8 týmů)   | - 2 vítězové z asociací na 13.–14. místě | - 6 vítězů z 3. předkola MČ                                       |
| 4. předkolo               | Nemistrovská část (4 týmy) | | - 4 vítězové z 3. předkola NČ                                     |
| Skupinová fáze (32 týmů)  | Skupinová fáze (32 týmů)   | - Vítěz Evropské ligy UEFA 2021/22 - 11 vítězů z asociací na 1.–12. místě (kromě Ruska) - 6 týmů ze 2. místa asociací na 1.–6. místě - 4 týmy ze 3. místa asociací na 1.–4. místě - 4 týmy ze 4. místa asociací na 1.–4. místě | - 4 vítězové z 4. předkola MČ - 2 vítězové z 4. předkola NČ       |
| Vyřazovací fáze (16 týmů) | Vyřazovací fáze (16 týmů)  | | - 8 vítězů základních skupin - 8 týmů z 2. míst základních skupin |

### Týmy
Týmy kvalifikované do Ligy mistrů UEFA 2022/23 seřazeny podle kol, do kterých vstoupily. V závorkách ligové pozice z předchozí sezóny (LM: vítěz Ligy mistrů UEFA, EL: vítěz Evropské ligy UEFA).
| Skupinová fáze          | Skupinová fáze         | Skupinová fáze            | Skupinová fáze         |
| ----------------------- | ---------------------- | ------------------------- | ---------------------- |
| Manchester City (1.)    | Liverpool (2.)         | Chelsea (3.)              | Tottenham Hotspur (4.) |
| Real Madrid (1.)        | Barcelona (2.)         | Atlético Madrid (3.)      | Sevilla (4.)           |
| AC Milán (1.)           | Inter Milán (2.)       | Neapol (3.)               | Juventus (4.)          |
| Bayern Mnichov (1.)     | Borussia Dortmund (2.) | Bayer 04 Leverkusen (3.)  | RB Lipsko (4.)         |
| PSG (1.)                | Marseille (2.)         | Porto (1.)                | Sporting (2.)          |
| Ajax (1.)               | Bruggy (1.)            | FC Red Bull Salzburg (1.) | Celtic (1.)            |
| Šachtar Doněck (1.)     | Frankfurt (EL)         |                           |                        |
| 4. předkolo             |                        |                           |                        |
| Mistrovská část         | Mistrovská část        | Nemistrovská část         | Nemistrovská část      |
| Trabzonspor (1.)        | FC Kodaň (1.)          |                           |                        |
| 3. předkolo             |                        |                           |                        |
| Mistrovská část         | Mistrovská část        | Nemistrovská část         | Nemistrovská část      |
| Apollon Limassol (1.)   | CZ Bělehrad (1.)       | Monako (3.)               | Benfica (3.)           |
|                         |                        | PSV Eindhoven (2.)        | Royale Union (2.)      |
|                         |                        | Štýrský Hradec (2.)       | Rangers (2.)           |
| 2. předkolo             |                        |                           |                        |
| Mistrovská část         | Mistrovská část        | Nemistrovská část         | Nemistrovská část      |
| Viktoria Plzeň (1.)     | Dinamo Záhřeb (1.)     | Dynamo Kyjev (2.)         | Fenerbahçe (2.)        |
| Curych (1.)             | Olympiakos (1.)        | AEK Larnaka (2.)          | Midtjylland (2.)       |
| Maccabi Haifa (1.)      |                        |                           |                        |
| 1. předkolo             |                        |                           |                        |
| Bodø/Glimt (1.)         | Malmö (1.)             | Ludogorec Razgrad (1.)    | Kluž (1.)\|            |
| Karabach (1.)           | Tobol Kostanaj (1.)    | Ferencváros (1.)          | Šachťor Salihorsk (1.) |
| Lech Poznań (1.)        | Maribor (1.)           | Slovan Bratislava (1.)    | Žalgiris (1.)          |
| F91 Dudelange (1.)      | Žrijnski (1.)          | Shamrock Rovers (1.)      | KF Shkupi (1.)         |
| Pjunik (1.)             | RFS (1.)               | Tirana (1.)               | Linfield (1.)          |
| Dinamo Batumi (1.)      | HJK Helsinky (1.)      | Šeriff Tiraspol (1.)      | Hibernians (1.)        |
| KÍ Klavsvík (1.)        | Ballkani (1.)          | Lincoln Red Imps (1.)     | Sutjeska Nikšić (1.)   |
| The New Saints (1.)     |                        |                           |                        |
| 0. předkolo             |                        |                           |                        |
| Víkingur Reykjavík (1.) | Levadia Tallinn (1.)   | Inter d'Escaldes (1.)     | La Fiorita (1.)        |

## Termíny
Termíny pro odehrání jednotlivých kol a jejich losování jsou uvedeny níže. Pokud není uvedeno jinak, los probíhá vždy v Nyonu, ve Švýcarsku, v sídle UEFA.
| Fáze            | Kolo        | Datum losování                             | První zápasy                                                    | Druhé zápasy                                                    |
| --------------- | ----------- | ------------------------------------------ | --------------------------------------------------------------- | --------------------------------------------------------------- |
| Kvalifikace     | 0. předkolo | 7. červen 2022                             | 21. června 2022 (semifinále)                                    | 24. června 2022 (finále)                                        |
| Kvalifikace     | 1. předkolo | 14. června 2022                            | 5.–6. červenec 2022                                             | 12.–13. červenec 2022                                           |
| Kvalifikace     | 2. předkolo | 15. června 2022                            | 19.–20. červenec 2022                                           | 26.–27. červenec 2022                                           |
| Kvalifikace     | 3. předkolo | 18. července 2022                          | 2.–3. srpen 2022                                                | 9.–10. srpen 2022                                               |
| Kvalifikace     | 4. předkolo | 1. srpna 2022                              | 16.–17. srpna 2022                                              | 23.–24. srpna 2022                                              |
| Skupinová fáze  | 1. kolo     | 25. srpna 2022                             | 6.–7. září 2022                                                 | 6.–7. září 2022                                                 |
| Skupinová fáze  | 2. kolo     | 25. srpna 2022                             | 13.–14. září 2022                                               | 13.–14. září 2022                                               |
| Skupinová fáze  | 3. kolo     | 25. srpna 2022                             | 4.–5. října 2022                                                | 4.–5. října 2022                                                |
| Skupinová fáze  | 4. kolo     | 25. srpna 2022                             | 11.–12. října 2022                                              | 11.–12. října 2022                                              |
| Skupinová fáze  | 5. kolo     | 25. srpna 2022                             | 25.–26. října 2022                                              | 25.–26. října 2022                                              |
| Skupinová fáze  | 6. kolo     | 25. srpna 2022                             | 1.–2. listopadu 2022                                            | 1.–2. listopadu 2022                                            |
| Vyřazovací fáze | Osmifinále  | 7. listopadu 2022 (Rozlosování osmifinále) | 14.–15. a 21.–22. února 2023                                    | 7.–8. a 15.–16. března 2023                                     |
| Vyřazovací fáze | Čtvrtfinále | 17. března 2023                            | 11.–12. dubna 2023                                              | 18.–19. dubna 2023                                              |
| Vyřazovací fáze | Semifinále  | 17. března 2023                            | 9.–10. května 2023                                              | 16.–17. května 2023                                             |
| Vyřazovací fáze | Finále      | 17. března 2023                            | 10. června 2023 na Atatürkově olympijském stadionu, v Istanbulu | 10. června 2023 na Atatürkově olympijském stadionu, v Istanbulu |

## Kvalifikace

### 0. předkolo
V 0. předkole byly týmy vítězů z asociací na 52.–55. místě rozděleny na nasazené a nenasazené dle koeficientu UEFA. Poté byly nalosovány do jednozápasového semifinále a finále a vítěz finále postoupil do 1. předkola. Všechny poražené týmy se přesunuly do 2. předkola Evropské konferenční ligy UEFA 2022/23. Los proběhl 7. června 2022 a určilo se při něm obsazení semifinále a administrativní domácí týmy. Všechny zápasy se hrály na Islandu. 
Semifinále
| Tým #1          | Výsledek | Tým #2             |
| --------------- | -------- | ------------------ |
| Levadia Tallinn | 1:6      | Víkingur Reykjavík |
| La Fiorita      | 1:2      | Inter d'Escaldes   |

Finále
| Tým #1             | Výsledek | Tým #2           |
| ------------------ | -------- | ---------------- |
| Víkingur Reykjavík | 1:0      | Inter d'Escaldes |

### 1. předkolo
Los 1. předkola proběhl 14. června 2022.
První zápasy se hrály 5. a 6. července a druhé zápasy 12. a 13. července 2022.
Vítězové těchto dvojzápasů postoupili do 2. předkola mistrovské části. Poražení vstoupili do 2. předkola Evropské konferenční ligy.
| Domácí v 1. zápase | Celkem         | Hosté v 1. zápase  | 1. zápas | 2. zápas     |
| ------------------ | -------------- | ------------------ | -------- | ------------ |
| Pjunik             | 2:2 (4:3 pen.) | Kluž               | 0:0      | 2:2          |
| Maribor            | 2:0            | Šachťor Salihorsk  | 0:0      | 2:0          |
| Ludogorec Razgrad  | 3:0            | Sutjeska Nikšić    | 2:0      | 1:0          |
| F91 Dudelange      | 3:1            | Tirana             | 1:0      | 2:1          |
| Tobol Kostanaj     | 1:5            | Ferencváros        | 0:0      | 1:5          |
| Malmö              | 6:5            | Víkingur Reykjavík | 3:2      | 3:3          |
| Ballkani           | 1:2            | Žalgiris           | 1:1      | 0:1 (prodl.) |
| HJK Helsinky       | 2:2 (5:4 pen.) | RFS                | 1:0      | 1:2 (prodl.) |
| Bodø/Glimt         | 4:3            | KÍ Klaksvík        | 3:0      | 1:3          |
| The New Saints     | 1:2            | Linfield           | 1:0      | 0:2 (prodl.) |
| Shamrock Rovers    | 3:0            | Hibernians         | 3:0      | 0:0          |
| Lech Poznań        | 2:5            | Karabach           | 1:0      | 1:5          |
| Škupi              | 3:2            | Lincoln Red Imps   | 3:0      | 0:2          |
| Zrinjski           | 0:1            | Šeriff Tiraspol    | 0:0      | 0:1 (prodl.) |
| Slovan Bratislava  | 2:1            | Dinamo Batumi      | 0:0      | 2:1 (prodl.) |

### 2. předkolo
Los 2. předkola proběhl 15. června 2022.
První zápasy se odehrály 19. a 20. července a odvety 26. a 27. července 2022.
Vítězové dvojzápasů postoupili do 3. předkola své části. Poražení z Mistrovské části vstoupili do 3. předkola Mistrovské části Evropské ligy, zatímco poražení z Nemistrovské části postoupili do 3. předkola Nemistrovské části Evropské ligy.

### Mistrovská část
| Domácí v 1. zápase | Celkem | Hosté v 1. zápase | 1. zápas | 2. zápas     |
| ------------------ | ------ | ----------------- | -------- | ------------ |
| Ferencváros        | 5:3    | Slovan Bratislava | 1:2      | 4:1          |
| Dinamo Záhřeb      | 3:2    | Škupi             | 2:2      | 1:0          |
| Karabach           | 5:4    | Curych            | 3:2      | 2:2 (prodl.) |
| HJK Helsinky       | 1:7    | Viktoria Plzeň    | 1:2      | 0:5          |
| Linfield           | 1:8    | Bodø/Glimt        | 1:0      | 0:8          |
| Žalgiris           | 3:0    | Malmö             | 1:0      | 2:0          |
| Ludogorec Razgrad  | 4:2    | Shamrock Rovers   | 3:0      | 1:2          |
| Maribor            | 0:1    | Šeriff Tiraspol   | 0:0      | 0:1          |
| Maccabi Haifa      | 5:1    | Olympiakos        | 1:1      | 4:0          |
| Pjunik             | 4:2    | F91 Dudelange     | 0:1      | 4:1          |

#### Nemistrovská část
| Domácí v 1. zápase | Celkem         | Hosté v 1. zápase | 1. zápas | 2. zápas     |
| ------------------ | -------------- | ----------------- | -------- | ------------ |
| Midtjylland        | 2:2 (4:3 pen.) | AEK Larnaka       | 1:1      | 1:1 (prodl.) |
| Dynamo Kyjev       | 2:1            | Fenerbahçe SK     | 0:0      | 2:1 (prodl.) |

### 3. předkolo
Los 3. předkola proběhl 18. července 2022.
První zápasy se odehrály 2. a 3. srpna a odvety se kvůli kolizi hracích dnů Ligy Mistrů a termínu Superpoháru UEFA 2022 odehrály všechny netradičně v jeden den, 9. srpna 2022.
Vítězové dvojzápasů postoupili do 4. předkola. Poražení z Mistrovské části vstoupili do 4. předkola Evropské ligy, zatímco poražení z Nemistrovské části postoupilo do Evropské ligy přímo.

#### Mistrovská část
| Domácí v 1. zápase | Celkem | Hosté v 1. zápase | 1. zápas | 2. zápas |
| ------------------ | ------ | ----------------- | -------- | -------- |
| Maccabi Haifa      | 4:2    | Apollon Limassol  | 4:0      | 0:2      |
| Karabach           | 4:2    | Ferencváros       | 1:1      | 3:1      |
| Ludogorec Razgrad  | 3:6    | Dinamo Záhřeb     | 1:2      | 2:4      |
| Šeriff Tiraspol    | 2:4    | Viktoria Plzeň    | 1:2      | 1:2      |
| Bodø/Glimt         | 6:1    | Žalgiris          | 5:0      | 1:1      |
| CZ Bělehrad        | 7:0    | Pjunik            | 5:0      | 2:0      |

#### Nemistrovská část
| Domácí v 1. zápase | Celkem | Hosté v 1. zápase | 1. zápas | 2. zápas |
| ------------------ | ------ | ----------------- | -------- | -------- |
| Monako             | 3:4    | PSV Eindhoven     | 1:1      | 2:3      |
| Dynamo Kyjev       | 3:1    | Štýrský Hradec    | 1:0      | 2:1      |
| Royale Union       | 2:3    | Rangers           | 2:0      | 0:3      |
| Benfica            | 7:2    | Midtjylland       | 4:1      | 3:1      |

### 4. předkolo
Los 4. předkola proběhl 1. srpna 2022.
První zápasy se odehrály 16. a 17. srpna a odvety 23. a 24. srpna 2022.
Vítězové těchto dvojzápasů postoupily do skupinové fáze. Poražení vstoupily do skupinové fáze Evropské ligy.

#### Mistrovská část
| Domácí v 1. zápase | Celkem | Hosté v 1. zápase | 1. zápas | 2. zápas     |
| ------------------ | ------ | ----------------- | -------- | ------------ |
| Karabach           | 1:2    | Viktoria Plzeň    | 0:0      | 1:2          |
| Bodø/Glimt         | 2:4    | Dinamo Záhřeb     | 1:0      | 1:4 (prodl.) |
| Maccabi Haifa      | 5:4    | CZ Bělehrad       | 3:2      | 2:2          |
| FC Kodaň           | 2:1    | Trabzonspor       | 2:1      | 0:0          |

#### Nemistrovská část
| Domácí v 1. zápase | Celkem | Hosté v 1. zápase | 1. zápas | 2. zápas |
| ------------------ | ------ | ----------------- | -------- | -------- |
| Dynamo Kyjev       | 0:5    | Benfica           | 0:2      | 0:3      |
| Rangers            | 3:2    | PSV Eindhoven     | 2:2      | 1:0      |

## Skupinová fáze
Účastníci byly rozděleni do 4 výkonnostních košů. Do prvního koše patřil vítěz Ligy mistrů 2021/22 (Real Madrid), vítěz Evropské ligy 2021/22 (Eintracht Frankfurt) a vítězové šesti nejlepších lig podle koeficientu UEFA (). Zbývající týmy byly seřazeny podle klubových koeficientů.
Los
| Legenda k barvám                                                       |
| ---------------------------------------------------------------------- |
| Vítězové skupin a 2. týmy v pořadí postupující do Osmifinále           |
| Týmy na třetích místech postupující do Předkola play-off Evropské ligy |

| Tým                 | Koeficient. |
| ------------------- | ----------- |
| Real Madrid         | 124.000     |
| Eintracht Frankfurt | 61.000      |
| Manchester City     | 134.000     |
| AC Milán            | 38.000      |
| Bayern Mnichov      | 138.000     |
| PSG                 | 112.000     |
| Porto               | 80.000      |
| Ajax                | 82.500      |

| Tým               | Koeficient. |
| ----------------- | ----------- |
| Liverpool         | 134.000     |
| Chelsea           | 123.000     |
| Barcelona         | 114.000     |
| Juventus          | 107.000     |
| Atlético Madrid   | 105.000     |
| Sevilla           | 91.000      |
| RB Lipsko         | 83.000      |
| Tottenham Hotspur | 83.000      |

| Tým               | Koeficient. |
| ----------------- | ----------- |
| Borussia Dortmund | 78.000      |
| RB Salzburg       | 71.000      |
| Šachtar Doněck    | 71.000      |
| Inter Milán       | 67.000      |
| Neapol            | 66.000      |
| Benfica           | 61.000      |
| Sporting          | 55.500      |
| Leverkusen        | 53.000      |

| Tým            | Koeficient. |
| -------------- | ----------- |
| Rangers        | 50.250      |
| Dinamo Záhřeb  | 49.500      |
| Marseille      | 44.000      |
| FC Kodaň       | 40.500      |
| Bruggy         | 38.500      |
| Celtic         | 33.000      |
| Viktoria Plzeň | 31.000      |
| Maccabi Haifa  | 7.000       |

Vysvětlivky ke skupinám
|  | Postup do osmifinále                      |
|  | Postup do předkola play-off Evropské ligy |

### Skupina A
| Poř. | Tým       | Z | V | R | P | VG | OG | B  |
| ---- | --------- | - | - | - | - | -- | -- | -- |
| 1.   | Neapol    | 6 | 5 | 0 | 1 | 20 | 6  | 15 |
| 2.   | Liverpool | 6 | 5 | 0 | 1 | 17 | 6  | 15 |
| 3.   | Ajax      | 6 | 2 | 0 | 4 | 11 | 16 | 6  |
| 4.   | Rangers   | 6 | 0 | 0 | 6 | 2  | 22 | 0  |

### Skupina B
| Poř. | Tým              | Z | V | R | P | VG | OG | B  |
| ---- | ---------------- | - | - | - | - | -- | -- | -- |
| 1.   | Porto            | 6 | 4 | 0 | 2 | 12 | 7  | 12 |
| 2.   | Club Bruggy      | 6 | 3 | 2 | 1 | 7  | 4  | 11 |
| 3.   | Bayer Leverkusen | 6 | 1 | 2 | 3 | 4  | 8  | 5  |
| 4.   | Atlético Madrid  | 6 | 1 | 2 | 3 | 5  | 9  | 5  |

### Skupina C
| Poř. | Tým            | Z | V | R | P | VG | OG | B  |
| ---- | -------------- | - | - | - | - | -- | -- | -- |
| 1.   | Bayern Mnichov | 6 | 6 | 0 | 0 | 18 | 2  | 18 |
| 2.   | Inter Milán    | 6 | 3 | 1 | 2 | 10 | 7  | 10 |
| 3.   | Barcelona      | 6 | 2 | 1 | 3 | 12 | 12 | 7  |
| 4.   | Viktoria Plzeň | 6 | 0 | 0 | 6 | 5  | 24 | 0  |

### Skupina D
| Poř. | Tým                 | Z | V | R | P | VG | OG | B  |
| ---- | ------------------- | - | - | - | - | -- | -- | -- |
| 1.   | Tottenham Hotspur   | 6 | 3 | 2 | 1 | 8  | 6  | 11 |
| 2.   | Eintracht Frankfurt | 6 | 3 | 1 | 2 | 7  | 8  | 10 |
| 3.   | Sporting CP         | 6 | 2 | 1 | 3 | 8  | 9  | 7  |
| 4.   | Marseille           | 6 | 2 | 0 | 4 | 8  | 8  | 6  |

### Skupina E
| Poř. | Tým               | Z | V | R | P | VG | OG | B  |
| ---- | ----------------- | - | - | - | - | -- | -- | -- |
| 1.   | Chelsea           | 6 | 4 | 1 | 1 | 10 | 4  | 13 |
| 2.   | AC Milán          | 6 | 3 | 1 | 2 | 12 | 7  | 10 |
| 3.   | Red Bull Salzburg | 6 | 1 | 3 | 2 | 5  | 9  | 6  |
| 4.   | Dinamo Záhřeb     | 6 | 1 | 1 | 4 | 4  | 11 | 4  |

### Skupina F
| Poř. | Tým            | Z | V | R | P | VG | OG | B  |
| ---- | -------------- | - | - | - | - | -- | -- | -- |
| 1.   | Real Madrid    | 6 | 4 | 1 | 1 | 15 | 6  | 13 |
| 2.   | RB Lipsko      | 6 | 4 | 0 | 2 | 13 | 9  | 12 |
| 3.   | Šachtar Doněck | 6 | 1 | 3 | 2 | 8  | 10 | 6  |
| 4.   | Celtic         | 6 | 0 | 2 | 4 | 4  | 15 | 1  |

### Skupina G
| Poř. | Tým               | Z | V | R | P | VG | OG | B  |
| ---- | ----------------- | - | - | - | - | -- | -- | -- |
| 1.   | Manchester City   | 6 | 4 | 2 | 0 | 14 | 2  | 14 |
| 2.   | Borussia Dortmund | 6 | 2 | 3 | 1 | 10 | 5  | 9  |
| 3.   | Sevilla           | 6 | 1 | 2 | 3 | 6  | 12 | 5  |
| 4.   | FC Kodaň          | 6 | 0 | 3 | 3 | 1  | 12 | 3  |

### Skupina H
| Poř. | Tým                 | Z | V | R | P | VG | OG | B  |
| ---- | ------------------- | - | - | - | - | -- | -- | -- |
| 1.   | Benfica             | 6 | 4 | 2 | 0 | 16 | 7  | 14 |
| 2.   | Paris Saint-Germain | 6 | 4 | 2 | 0 | 16 | 7  | 14 |
| 3.   | Juventus            | 6 | 1 | 0 | 5 | 9  | 13 | 3  |
| 4.   | Maccabi Haifa       | 6 | 1 | 0 | 5 | 7  | 21 | 3  |

## Vyřazovací fáze
Vyřazovací fázi Ligy mistrů UEFA 2022/23 bude hrát 16 týmů: 8 vítězů základních skupin a 8 týmů ze 2. míst základních skupin. Týmy budou rozděleny na nasazené a nenasazené – nasazené týmy jsou vítězové skupin. Týmy ze stejné skupiny nebo stejné země se nemohou utkat proti sobě. Od čtvrtfinále již tato pravidla neplatí a mohou tak proti sobě hrát jakákoliv mužstva.
Vyřazovací fáze začne losem 14. listopadu 2022 a zápasy se odehrají od 14. února 2023 do 10. června 2023.

### Osmifinále
Los osmifinále proběhl 7. listopadu 2022 ve 12:00. První zápasy se budou hrát 14., 15., 21. a 22. února a odvety 7., 8., 14. a 15. března 2023.
| Domácí v 1. zápase | Celkem | Hosté v 1. zápase | 1. zápas | 2. zápas |
| ------------------ | ------ | ----------------- | -------- | -------- |
| RB Lipsko          | 1 : 8  | Manchester City   | 1:1      | 0:7      |
| Bruggy             | 1 : 7  | Benfica           | 0:2      | 1:5      |
| Liverpool          | 2 : 6  | Real Madrid       | 2:5      | 0:1      |
| AC Milán           | 1 : 0  | Tottenham Hotspur | 1:0      | 0:0      |
| Frankfurt          | 0 : 5  | Neapol            | 0:2      | 0:3      |
| Borussia Dortmund  | 1 : 2  | Chelsea           | 1:0      | 0:2      |
| Inter Milán        | 1 : 0  | Porto             | 1:0      | 0:0      |
| PSG                | 0 : 3  | Bayern Mnichov    | 0:1      | 0:2      |

### Čtvrtfinále
Los čtvrtfinále se uskutečnil 17. března 2023 ve 12:00 středoevropského času. První zápasy se budou hrát 11. a 12. dubna a odvety 18. a 19. dubna 2023.
| Domácí v 1. zápase | Celkem | Hosté v 1. zápase | 1. zápas | 2. zápas |
| ------------------ | ------ | ----------------- | -------- | -------- |
| Real Madrid        | 4 : 0  | Chelsea           | 2:0      | 2:0      |
| Benfica            | 3 : 5  | Inter Milán       | 0:2      | 3:3      |
| Manchester City    | 4 : 1  | Bayern Mnichov    | 3:0      | 1:1      |
| AC Milán           | 2 : 1  | Neapol            | 1:0      | 1:1      |

### Semifinále
Losování semifinále se uskutečnil 17. března 2023 ve 12:00 středoevropského času hned po losování čtvrtfinále. První zápasy se budou hrát 9. a 10. května a odvety 16. a 17. května 2023.
| Domácí v 1. zápase | Celkem | Hosté v 1. zápase | 1. zápas | 2. zápas |
| ------------------ | ------ | ----------------- | -------- | -------- |
| AC Milán           | 0 : 3  | Inter Milán       | 0:2      | 0:1      |
| Real Madrid        | 1 : 5  | Manchester City   | 1:1      | 0:4      |

### Finále
Finále se hrálo 10. června 2023 na Atatürkově olympijském stadionu v Istanbulu. Po losování čtvrtfinále a semifinále se uskutečnilo losování, které určilo administrativní domácí tým.
| 10. června 2023 21:00 |        |             |                                                                                           |
| Manchester City       | 1 : 0  | Inter Milán | Atatürkův olympijský stadion, Istanbul, Turecko diváci: 71 412 rozhodčí: Szymon Marciniak |
| Rodri 68'             | Report |             | Atatürkův olympijský stadion, Istanbul, Turecko diváci: 71 412 rozhodčí: Szymon Marciniak |